# Berglangenbach
Berglangenbach là một xã thuộc huyện Birkenfeld bang Rheinland-Pfalz. Dân số cuối năm 2006 là 478 người.